# Бейшеке (Таласская область)
Бейшеке (кирг. Бейшеке) — село в Айтматовском районе Таласской области Кыргызстана. Административный центр Бейшекенского аильного округа. Код СОАТЕ — 41707 215 805 01 0.

## Население
По данным переписи 2009 года, в селе проживало 1600 человек.